# Вршачко језеро
Вршачко језеро се налази на ободу Вршца, у јужном Банату. Налази се на западној периферији насеља у басену који је настао експлоатацијом глине и песка. Језеро је вештачког порекла.

## Физичко-географске карактеристике језера
Језеро захвата површину од  око 32.000 m². Просечна дубина језера је око 180 m. Језеро се снабдева водом из два субартешка бунара. Хемијски састав воде указује на висок ниво минерализације (јод, сулфати, магнезијум, калцијум) и слична је води Сланкаменске бање. Температура воде је 25 °C. Вода се редовно пречишћава, али због састава погодна је за развој микро флоре и фауне што доводи до стварања мутне и маслинастозелене воде. Ово језеро јесте здрава, лековита и топла бањска вода, за чији је извор утврђено да је остатак Панонског мора. Термална слана вода из тог извора долази са 200 метара дубине и изузетно је богата минералима. Деценијама се улива у језеро и уместо да се тај потенцијал искористи на неколико начина, на дну језера се таложи муљ и бујају микроорганизми, што воду чини таквом каква је сада.

## Историја
1952. године, у јулу почела је изградња једног од дотада највећег летњег купалишта у Вршцу, Вршачког језера. На месту где су некада биле рупчаге с устајалом водом, створено је језеро, којим се Вршчани данас поносе. План је израдио његов иницијатор инж. Бода Јовановић и Вршчани су већ 1954. године почели издашно да користе језерску воду. На јесен исте године почело се радити на улепшавању језера. Већи део његових обала је поплочан, подигнуте су модерне кабине. 

## Туризам
Вршац је један од малобројних градова у Србији  који има језеро у самом граду. У току сезоне Туристичка организација Вршац организује различита спортска такмичења, школу пливања, дечје играонице и музички програм. Постављене су лежаљке и сунцобрани, отворено је неколико локала који у понуди имају освежење и храну за посетиоце. Сезона купања почиње почетком јуна а завршава се почетком септембра. Језеро је тренутно локалног значаја и користи се у рекреативне сврхе. 
Оспособљени су сви пратећи садржаји које купачи користе током летње сезоне: извршена је поправка тушева са минералном водом, уређен је мобилијар,клупе, канте за отпатке, поправљени сви садржаји на дечијем игралишту, извршена је монтажа кабина за пресвлачење, обезбеђени су покретни тоалети. 
Посебу занимљивост на Градсом језеру представља Дрво Живота - дрво је препуно књига, са ког можете да позајмите књигу коју желите, уживате у њој и вратите је након читања, како би и остали посетиоци могли да је прочитају. 